# Makarivka, Obuhiv
Makarivka (în ucraineană Макарівка) este un sat în comuna Dolîna din raionul Obuhiv, regiunea Kiev, Ucraina.

## Demografie
Componența lingvistică a localității Makarivka
     Ucraineană (96,05%)
     Rusă (3,95%)
Conform recensământului din 2001, majoritatea populației localității Makarivka era vorbitoare de ucraineană (96,05%), existând în minoritate și vorbitori de rusă (3,95%).